# 権現湖パーキングエリア
権現湖パーキングエリア（ごんげんこパーキングエリア）は、兵庫県加古川市の山陽自動車道にあるパーキングエリアである。上り線は加古川市平荘町中山、下り線は加古川市志方町野尻にある。バス停留所（権現湖バスストップ）併設。

## 施設

### 上り線（大阪方面）

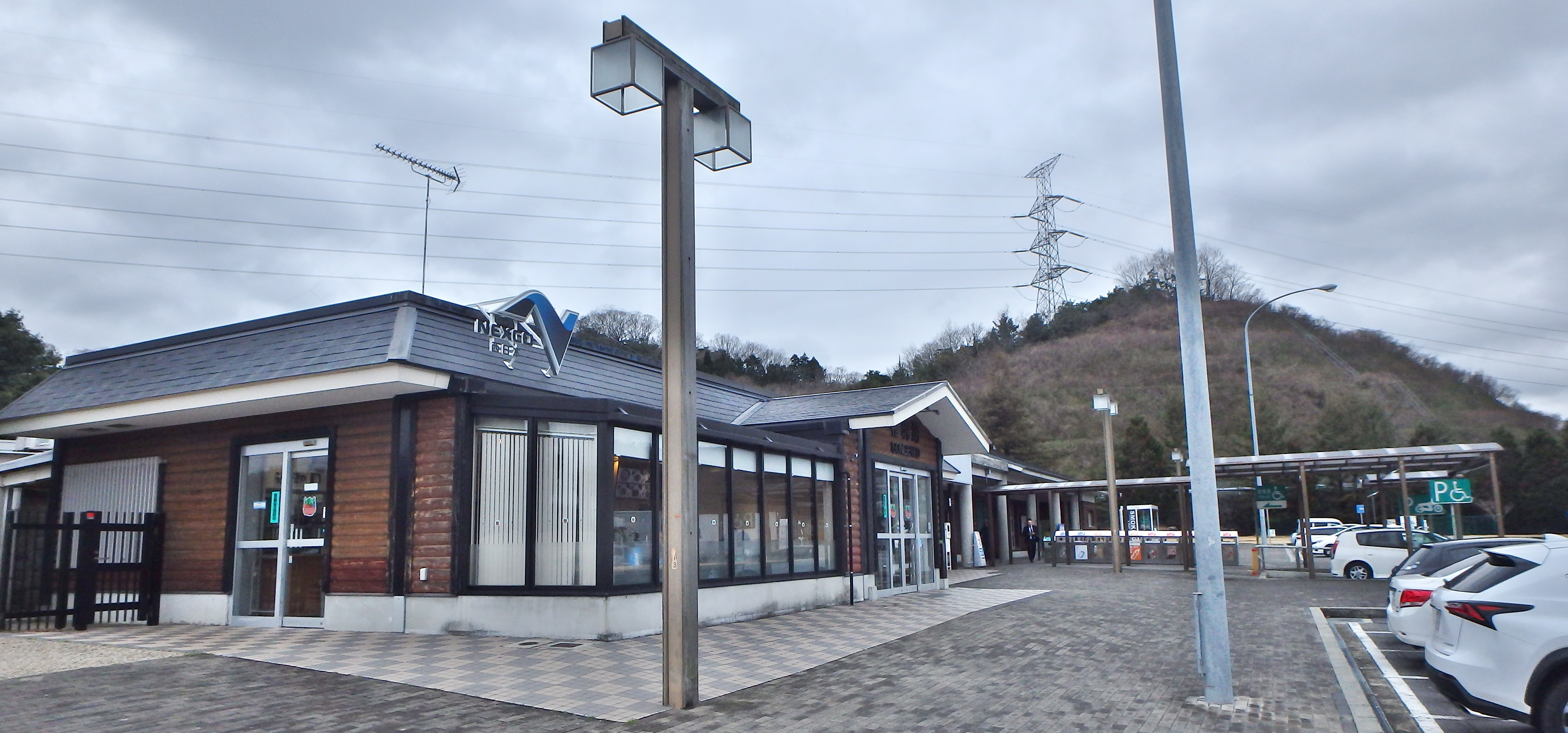
上り施設

上り線に限り、2007年（平成19年）11月23日よりウェルカムゲートから徒歩にて施設内に出入りする事ができるようになっている。車両の場合は、兵庫県道79号高砂加古川加西線から駐車場（10台）を利用する。
- 駐車場[2]
  - 大型：58台
  - 小型：40台
  - 二輪：4台
  - トレーラー：2台
  - 身障者用
    - 小型：1台
- トイレ[2]
  - 男性：大10（和式1・洋式9）・小8
  - 女性：17（和式1・洋式16）
  - 身障者用：1
- スナックコーナー・フードコート（松屋）（24時間）[3][2]
- ショッピングコーナー（8:00 - 21:00）[2]
- EV急速充電スタンド（24時間）[2]
- 無線LANサービス[2]
  - ソフトバンクWi-Fi
  - W-NEXCO Free Wi-Fi
- 自動体外式除細動器（AED）[2]
- ウェルカムゲート（8:00 - 21:00）[1][2]
  - 駐車場：10台
- ハイウェイスタンプ（8:00 - 21:00）[2]
- 自動販売機
- バス停留所

### 下り線（岡山方面）

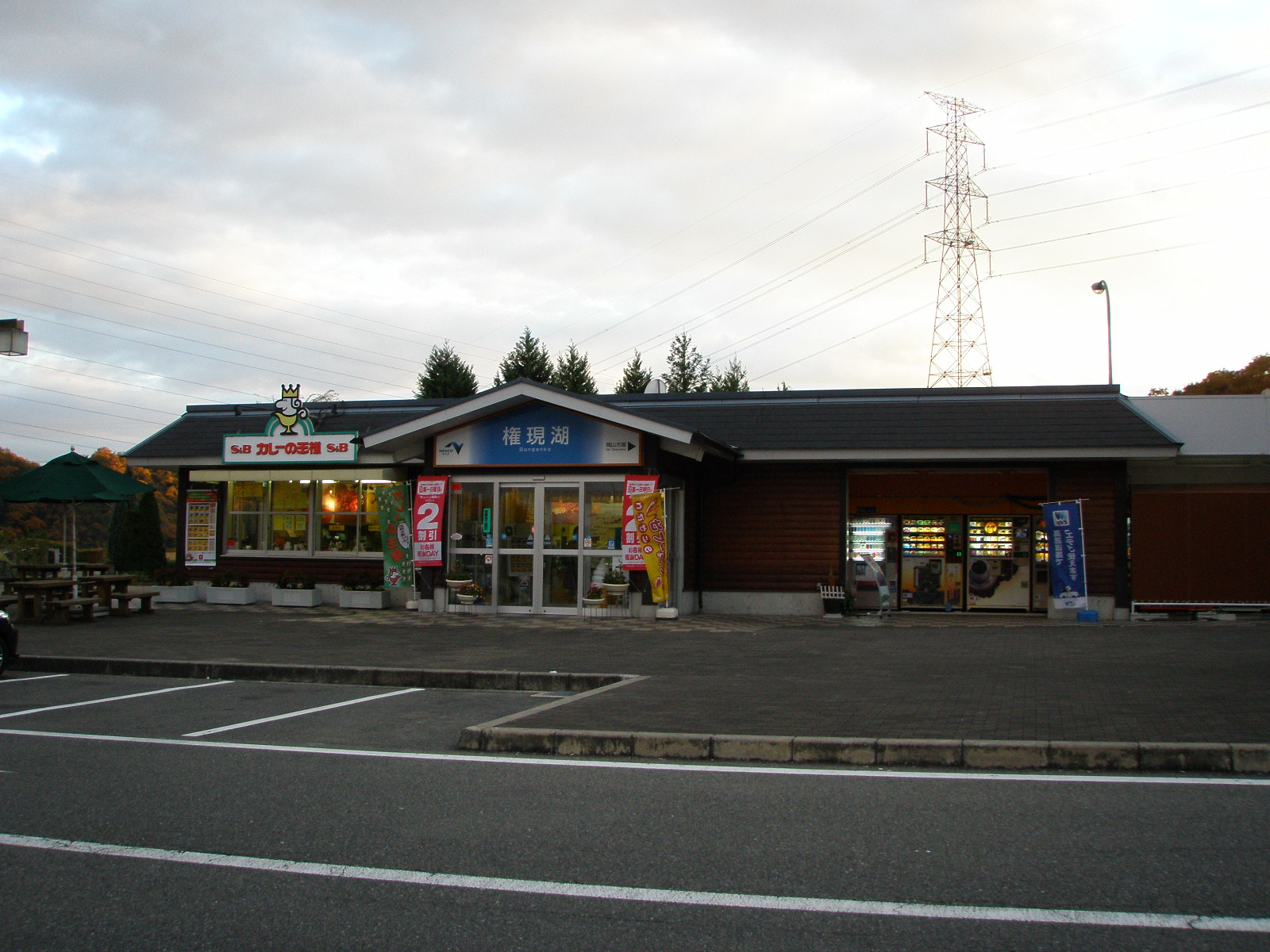
権現湖PA （リニューアル前の下り線施設）

2013年（平成25年）9月26日にリニューアルオープンした。
- 駐車場[5]
  - 大型：58台
  - 小型：40台
  - 二輪：4台
  - トレーラー：2台
  - 身障者用
    - 小型：1台
- トイレ[5]
  - 男性：大6（和式1・洋式5）・小12
  - 女性：16（和式1・洋式15）
  - 身障者用：1
- スナックコーナー・フードコート（松のや）（24時間）[3][5]
- ショッピングコーナー（7:00 - 20:00）[5]
- EV急速充電スタンド（24時間）[5]
- 自動体外式除細動器（AED）[5]
- ウェルカムゲート（権現総合公園の開園時間内にご利用可）[6]
- ハイウェイスタンプ（7:00 - 20:00）[5]
- ETC利用履歴プリンター（7:00 - 20:00）[5]
- 自動販売機
- バス停留所

## 権現湖バスストップ
権現湖バスストップ（ごんげんこバスストップ）は、兵庫県加古川市の山陽自動車道 権現湖パーキングエリアに併設されたバス停留所である。
三ノ宮 - 岡山線各停便が停車していたが、2005年8月25日ダイヤ改正以降1日1往復しか停車しなくなった。その後2020年9月1日からは運休となり、2021年4月1日からは各停便の設定もなくなったため停車する路線はなくなった。ちなみに大阪空港 - 姫路駅の路線は途中八多・淡河・志染・久留美には停車するが、当バスストップには停車しない。また、日中は多くの高速バスが通過するが停車しない。権現湖パーキングエリアで休憩をとる高速バス路線（主に両備バス運行の路線）もあるが、停車しない。

### 停車する路線
なし

### 過去に停車していた路線
- 三ノ宮 - 岡山（神姫バス 三ノ宮 - 岡山）：2020年8月31日まで

## 隣接
E2 山陽自動車道
(4) 三木小野IC - 権現湖PA - (5) 加古川北IC